# Língua chambeali
Chambeali é uma língua falada no distrito de Chamba, em Himachal Pradesh.

## Classificação
A língua chambeali é uma parte do ramo noroeste das línguas indo-arianas. É classificada como membro do grupo Pahari Ocidental. A língua tem um alto grau de inteligibilidade mútua com as vizinhas línguas pahari, como o0 dialeto Mandeali  (83%).

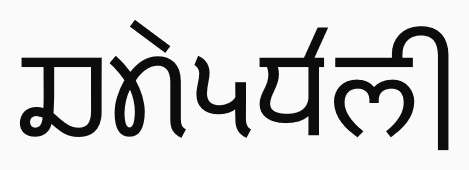
Chambeali escrito em Takri

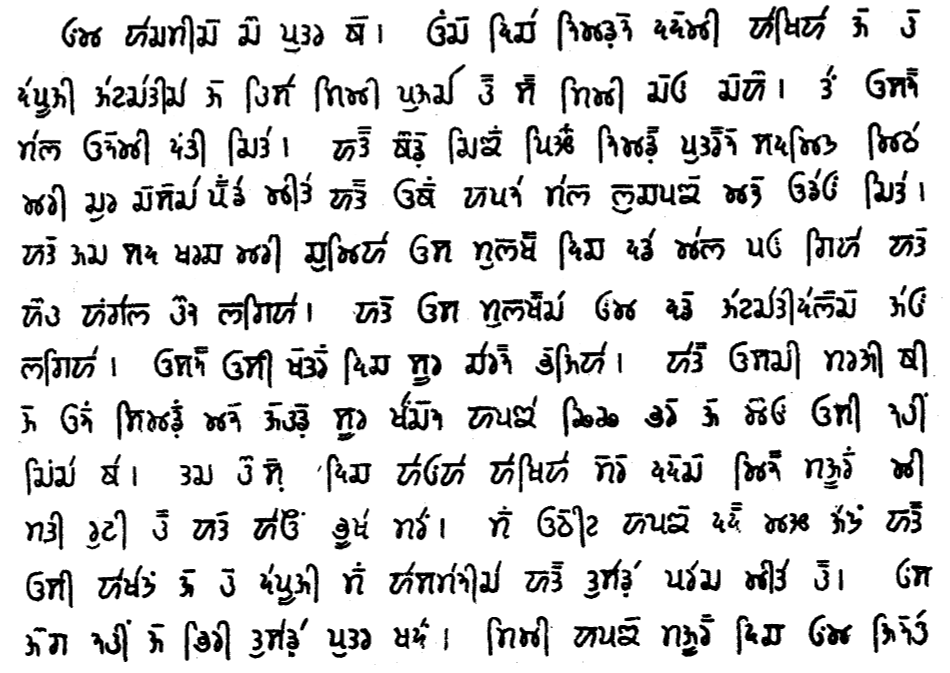
Amostra de Chambyali Takri

### Uso
A língua é comumente chamada de Pahari ou Himachali. Alguns falantes podem até chamá-lo de dialeto do Punjabi ou  Dogri. O idioma não tem status oficial e é registrado como dialeto do hindi. De acordo com a UNESCO, o idioma está definitivamente em perigo de extinção, ou seja, muitas crianças Chambeali não estão mais aprendendo Chambeali como sua língua materna. Anteriormente, a linguagem obteve grande quantidade de patrocínio do estado. Tudo mudou desde a independência, devido ao favoritismo em relação ao hindi por parte do governo indiano.
A demanda para a inclusão do 'Pahari (Himachali)' sob a Tabela Oito da Constituição, que supostamente representa várias línguas Pahari de Himachal Pradesh, foi feita no ano de 2010 por Vidhan Sabha do estado. Não houve nenhum progresso positivo neste assunto desde então, mesmo quando pequenas organizações estão se empenhando em salvar o idioma e exigindo isso.

### Dialetos
Existem três dialetos:
1. Bansyari
2. Bansbari
3. Gadi Chambeali

## Escrita
A escrita nativa do idioma é a escrita takri. A versão Chambeali da Takri foi codificada como o padrão Unicode. Esta versão se assemelha a outra versão da escrita.

## Nomes dos meses
Tradicionalmente, os formatos de mês são baseados no calendário hindu.
| + Lista dos meses em Chambeali | 𑚏𑚢𑚶𑚠𑚣𑚭𑚥𑚯 | चम्बयाली    | Transliteração      |
| 𑚏𑚳𑚙𑚤                            | चैतर   | chaitara | Março-abril         |
| 𑚠𑚨𑚭𑚸                            | बसाख   | basAkha  | Abril-maio          |
| 𑚑𑚳𑚕                             | जैठ    | jaiTha   | Maio-junho          |
| 𑚩𑚭𑚖                             | हाड    | hADa     | Junho a julho       |
| 𑚨𑚵𑚘                             | सौण    | sauNa    | Julho a agosto      |
| 𑚡𑚭𑚛𑚶𑚤𑚴                            | भाद्रो   | bhAdro   | Agosto a setembro   |
| 𑚨𑚱𑚑                             | सूज    | sUja     | Setembro-Outubro    |
| 𑚊𑚭𑚙𑚮                             | काति    | kAti     | Outubro-novembro    |
| 𑚢𑚍𑚳𑚤                            | मघैर   | maghaira | Novembro a dezembro |
| 𑚞𑚴𑚩                             | पोह    | poha     | Dezembro-Janeiro    |
| 𑚢𑚭𑚍                             | माघ    | mAgha    | Janeiro a fevereiro |
| 𑚟𑚵𑚌𑚘                            | फौगण   | phaugaNa | Fevereiro a março   |

## Amostra de texto
Mateus 1:1-3
अब्राहम री ओलाद,दाऊद री औलाद, यीशु मसीह जी रा खानदान।
1.	अब्राहम का इस्हाक पैदा होया, इस्हाक का याकूब पैदा होया, याकूब का यहूदा अते तिसेरे भ्याळ पैदा होए,
Transliteração
1.	abrāham rī ishāk, dāūd rī aulād,yīśu masīh jī rā khāndān.
2.	abrāham kā ishāk paidā hoyā, ishāk kā yākūb paidā hoyā, yākūb kā yahūdā ate tisere bhyāḷ paidā hoe,
3.	yahūdā te tāmār kā phiris te jorah paidā hoe,phiris kā histron paidā, te histron kā erām paidā hoyā,
Português
1.	1. O livro da geração de Jesus Cristo, filho de Davi, filho de Abraão.
2.	2. Abraão implorou a Isaque; e Isaac gerou Jacó; e Jacó gerou Judas e seus irmãos;
3.	3. E Judas gerou Phares e Zara de Tamar; e Phares gerou Esrom; e Esrom gerou Aram;
4.	4. E Aram gerou Aminadabe; e Aminadab gerou Naasson; e Naasson gerou Salmon